# Sân vận động Gimcheon
Sân vận động Gimcheon là một sân vận động đa năng ở Gimcheon, Hàn Quốc. Sân hiện được sử dụng chủ yếu cho các trận đấu bóng đá. Đây là sân nhà của câu lạc bộ Gimcheon Sangmu FC thuộc K League 1. Sân vận động có sức chứa 25.000 khán giả.